# NGC 2758
NGC 2758 este o emission-line galaxy⁠(d) situată în constelația Hidra. A fost descoperită în 1886 de către Frank Muller. Se află la o distanță de 31,77 de megaparseci de Pământ.